# Cereálie
Cereálie, neboli obiloviny, se dělí na celozrnné a necelozrnné. Obilovina ve formě obilky představuje hlavní produkt obilnin  a současně je surovinou potravinářského průmyslu.
Název cereálie je odvozen od římské bohyně Cerery.
Při klasickém zpracování zrna se používá vymílací proces, při kterém se odstraní obalové vrstvy i klíček. Do výsledného produktu se pak dostává pouze jedna část zrna označovaná jako endosperm, který v zrnu představuje zásobárnu energie (pro růst zárodku nové rostlinky). Tímto postupem je však mouka ochuzena o řadu důležitých vitamínů, minerálů a jiných cenných živin obsažených v ostatních částech zrna. Rafinace také obvykle odstraní z potraviny většinu vlákniny.
Celozrnné cereálie obsahují všechny tři části zrna: obalovou vrstvu (ektosperm), endosperm a klíček. Výhodou celozrnných cereálií je z výživového hlediska vyšší obsah cenných látek, které pocházejí z obalové vrstvy – otruby a ze zárodku neboli klíčku.
Při zpracovávání celozrnné mouky se melou všechny části zrna. Potraviny v nerafinovaném stavu obsahují vyšší množství vlákniny, antioxidantů, vitamínů a minerálů:
- Vitamíny skupiny B – thiamin, niacin, riboflavin, kyselina pantothenová
- Minerální látky – železo, zinek, jód, měď, mangan, vápník, draslík, hořčík
- Antioxidanty – selen, vitamín E, fytochemikálie